# Sergej Kolesnikov
Sergej Alexandrovitsj Kolesnikov (Russisch: Сергей Александрович Колесников) (3 september 1986) is een Russisch wielrenner en baanwielrenner. Kolesnikov is prof sinds 2005. Voordien haalde hij vooral overwinningen in de jeugdcategorieën van het baanwielrennen. 

## Belangrijkste overwinningen
2005
- Europees kampioen ploegenachtervolging op de baan, Beloften

2006
- Classic Loire-Atlantique
- La Roue Tourangelle
- 2e etappe Circuit des Ardennes
- Eindklassement Circuit des Ardennes
- Ronde van de Finistère
- Riga GP
- Eindklassement Ronde van Hainan
- 4e etappe GP Sochi
- Eindklassement GP Sochi
- Ruota d’Oro

2009
- Bałtyk-Karkonosze-Tour

## Resultaten in voornaamste wedstrijden
| Jaar | Milaan-San Remo |
| ---- | --------------- |
| 2007 | 74e             |

Wielerploegen van Sergej Kolesnikov
Chatoentsev · Carrara · Casper · Cooke · Coyot · Criel · Eichler · Gardeyn · Gołaś · Hunt · Jacobs · Kolesnikov · Larsson · Ljungblad · Pasamontes · Peña · Pronk · Rujano · Scheuneman · Suray · ten Dam · Thijs · Urán · Vandenbergh · Vinther · Wilson · Zanotti · Bideau (stagiair) · Persson (stagiair) · Van Der Schueren (stagiair)
Božič ·
Criel ·
Giling · 
Gołaś ·
Kolesnikov ·
Kopp ·
Lagoetin ·
Marcato ·
Persson ·
Pronk ·
Roedaskov · 
Selvaggi · 
Smith ·
Suray ·
Van Der Schueren ·
Vinther ·
Wesemann